# مونیک فلزبور
مونیک فلزبور (انگلیسی: Monique Velzeboer؛ زادهٔ ۱۸ اکتبر ۱۹۶۹) اسکیت‌باز سرعت اهل هلند بود.